# Carex baltzellii
Carex baltzellii är en halvgräsart som beskrevs av Alvin Wentworth Chapman. Carex baltzellii ingår i släktet starrar, och familjen halvgräs. Inga underarter finns listade i Catalogue of Life.